# Учинське водосховище
Учинське водосховище — найбільше водосховище системи каналу імені Москви. Розташоване у Московській області, у Митищинському і Пушкінському районах.

## Основні дані
Водосховище утворено в 1937 році за допомогою будівництва Акуловського гідровузла на річці Учі, також обмежена Пестовською і Пяловською греблями.
Корисний об'єм — 50 млн м³, повний - 146 млн м³, площа - 19,3 км².
Ширина до 3 км, довжина близько 12 км, глибина до 21,5 м (середня — 7,5 м). Регулювання стоку сезонне, коливання рівня до 2 метрів.
Замерзає наприкінці листопада, розкривається в середині квітня.

## Значення
Знаходиться в стороні від основної судноплавної траси, пропуск судів не здійснюється.
Використовується для водопостачання Москви, для попереднього очищення води від органічних забруднень і зважених речовин . Звідси вода прямує водопровідним каналом на Східну водопровідну станцію та на Північну станцію водопідготовки.
Учинське водосховище — сувора водоохоронна зона. На відміну від інших водосховищ в системі Каналу імені Москви, на його берегах немає турбаз і будинків відпочинку, не здійснюється судноплавство. Офіційно водосховище є забороненою зоною, до нього заборонено підходити ближче ніж за 200 метрів, водосховище (берега і водний простір) патрулюється цілодобової озброєною охороною (поліцією), що пов'язано з необхідністю забезпечення якості води, що подається в систему водопостачання Москви.
Запас води використовують для попутного вироблення електроенергії на Листвянській та Акуловській ГЕС, а також для регулювання рівня і забруднення річок Учи і Клязьми.